# Rabi'a (Sängersklavin)
Rabi'a, auch Rabi'a bin Nawus (geb. im 8. oder 9. Jahrhundert; gest. im 8. oder 9. Jahrhundert), war eine Sängersklavin des Ishaq bin Ibrahim al-Mus'abi, eines Cousins des Gründers der Tahiriden-Dynastie. Sie lebte um die Zeit des fünften Abbasiden-Kalifen Harun al-Raschid (766–809, reg. 786–809) in Bagdad.

## Leben
Rabi'a war eine muwallada – von gemischter ethnischer Herkunft – und eine begnadete Dichterin und Sängerin. Sie wird als schöne junge Frau beschrieben, die dem Adel als Sklavin zum Kauf angeboten wurde. So gelangte sie in den Besitz von Ishaq bin Ibrahim al-Mus'abi, eines Cousins des Gründers der Tahiriden-Dynastie. Sie stand zudem in Kontakt mit dem Sängersklavinnen-Ausbilder und Musiker Ishaq al-Mausili.
Zeitgenössischen Erzählungen zufolge, die Abū l-Faradsch al-Isfahānī zitiert, war sie entweder die Schwester oder Freundin des Sängersklaven Muhariq bin Yahya (gest. 845/846), eines Sklaven der Atika bint Schuhda, der später vom Wesir al-Fadl ibn Yahya al-Barmaki, für den Kalifen Harun al-Raschid, gekauft wurde. Er sang zudem für die späteren Kalifen al-Amin, al-Ma'mun, al-Mu'tasim und al-Wathiq.

## Rezeption
In der klassisch-arabischen Literatur wird Rabi'a unter anderem in den Werken von Abū l-Faradsch al-Isfahānī (897–967) und in Ibn Fadlallah al-Umaris (1301–1349) Hauptwerk, dem Lexikon Masālik al-abṣār fī mamālik al-amṣār in seinem Kapitel über bekannte Sängersklavinnen aufgeführt.

### Arabische Primärquellen
- Abū l-Faradsch al-Isfahānī (897–967): Qiyān – The Concubines (Kitāb al-Imāʾ aš-šawāʿir كتاب الإماء الشواعر / ‚Das Buch der Dichtersklavinnen‘), Riad El-Rayyes Books Ltd., London 1989, ISBN 1-85513-020-3
- Ibn Fadlallah al-Umari (1301–1349): Masālik al-abṣār fī mamālik al-amṣār. Ins Deutsche übersetzt von Yasemin Gökpinar: Der ṭarab der Sängersklavinnen: Masālik al-abṣār fī mamālik al-amṣār von Ibn Faḍlallāh al-ʿUmarī (gest. 749/1349): Textkritische Edition des 10. Kapitels Ahl ʿilm al-mūsīqī mit kommentierter Übersetzung, Ergon Verlag, Baden-Baden 2021.

### Sekundärliteratur
- Yasemin Gökpinar: Der ṭarab der Sängersklavinnen: Masālik al-abṣār fī mamālik al-amṣār von Ibn Faḍlallāh al-ʿUmarī (gest. 749/1349): Textkritische Edition des 10. Kapitels Ahl ʿilm al-mūsīqī mit kommentierter Übersetzung, Ergon Verlag, Baden-Baden 2021.